# Alive Galaxy Tour
Die  Big Bang Alive Galaxy Tour 2012 war die erste weltweite Konzert-Tournee der K-Pop-Band Big Bang. Die Sitzplätze bei den Konzerten in Los Angeles, New Jersey, London, Tokio und Peru waren restlos ausverkauft.
Die Tour wurde von mehr als 800.000 Menschen besucht und zählte 48 Konzerte.

## Rezension
Die britischen Tageszeitung The Guardian bezeichnete Big Bangs Konzert in Wembley Arena in London als ein „fabelhaftes Spektakel“.

„But there is one core difference, which makes the show a fabulous spectacle – whatever Bieber and company do, Big Bang do with fluorescent bells on. The edges are crisper, the sound louder, the dancing sharper.“

„But with tubs of Brooklyn Lager and bottles of Hennessy backstage provided by the venue, it was clear that regardless of whatever language they were singing (or speaking) in, the final American stop of BIGBANG's Alive Tour was a success for all.“

## Aufnahmen und Ausstrahlungen
Die Konzerttour in Seoul wurde aufgezeichnet und später am 29. Januar 2013 als Live-DVD mit dem Titel Alive Tour In Seoul veröffentlicht. In Japan wurde die Konzerttour von Tokyo Broadcasting System ausgestrahlt.